# Y̊
Das Y̊ (Minuskel: ẙ) war ein lateinischer Buchstabe, der in der Transliteration der arabischen Schrift gemäß ISO-233 verwendet wurde. Es handelt sich um den Buchstaben Y, der mit einem Ringakzent diakritisiert ist.

## Verwendung
In ISO 233 transkribiert das Y̊ das Yā' mit Sukūn يْ  und kann manchmal auch durch ein y° dargestellt werden, ein y mit einem Gradzeichen. Letzteres zeigt an, dass dem Konsonanten kein Vokal folgt, wird aber in ISO-233-Transliterationen in der Regel weggelassen.